# 格里彭巴赫河
51°58′11″N 8°28′3″E / 51.96972°N 8.46750°E

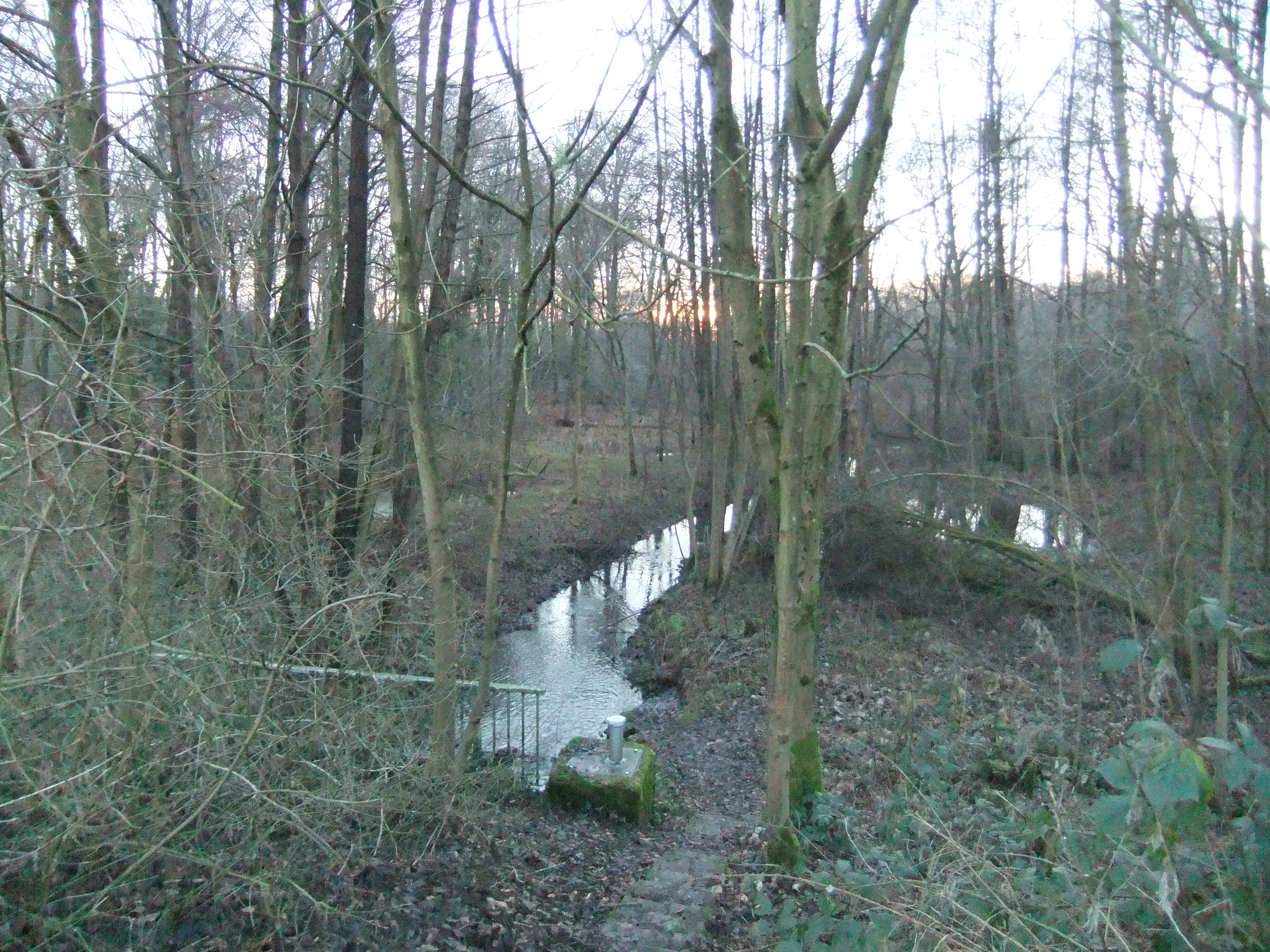
格里彭巴赫河

格里彭巴赫河（德語：Grippenbach），是德國的河流，位於該國西部，流經北萊茵-威斯特法倫州，屬於孫德巴赫河的左支流，河道全長2.5公里，河口處在比勒費爾德以東。